# Laura Mersini-Houghton
Laura Mersini-Houghton (née Mersini) est une physicienne albano-américaine spécialiste de la cosmologie et de la physique théorique, professeur associé à l'université de Caroline du Nord à Chapel Hill. Elle défend la théorie du multivers, qui affirme que notre univers n’est pas unique,,,,,,. Selon elle, la meilleure explication à certains phénomènes observés dans la structure actuelle de l’univers se trouve dans l’attraction gravitationnelle exercée par d'autres univers sur le nôtre,.

## Biographie
Laura Mersini est née à Tirana, en Albanie. Elle y étudie et obtient son B. Sc. de l’université de Tirana.
En 1997, elle décroche son M. Sc. à l’université du Maryland.
Entre 1997 et 2000, Mersini-Houghton effectue sa thèse de doctorat à l’université du Wisconsin à Milwaukee.
Elle part ensuite en Italie, à l’École normale supérieure de Pise, de 2000 à 2002, en post-doctorat, puis toujours sur le même type de poste à l’université de Syracuse de 2002 à 2003.
En janvier 2004, Mersini-Houghton devient professeur adjoint de physique théorique et de cosmologie à l’université de Caroline du Nord. Elle accède ensuite aux grades de professeur titulaire en 2008 et de professeur agrégé en 2009.
Le 11 octobre 2010, elle intervient dans une émission de la BBC intitulée Ce qui s'est Passé Avant le Big Bang (avec Michio Kaku, Neil Turok, Andreï Linde, Roger Penrose, Lee Smolin, et d'autres physiciens), où elle expose sa théorie de l'univers comme une fonction d'onde d’un multivers. Les travaux de Laura Mersini-Houghton sur la théorie des multivers sont évoqués dans l'épilogue d’une biographie récemment publiée de Hugh Everett III, ainsi que dans un ouvrage plus historique et philosophique sur les implications d’un multivers.
En septembre 2014, Mersini-Houghton affirme démontrer mathématiquement que, compte tenu de certaines hypothèses concernant les murs de feu, proches des trous noirs, les théories actuelles de trou noir en formation sont imparfaites. Elle explique que le rayonnement de Hawking enlève tellement de masse à l’étoile que celle-ci n'a plus la densité suffisante pour créer un trou noir,. Son article sur le sujet est relevé par Fidel Castro dans un article pour le journal Granma.